# Reinhard Kekulé von Stradonitz
Pour les articles homonymes, voir Kekulé von Stradonitz.
Reinhard Kekulé von Stradonitz, né le 6 mars 1839 et mort le 23 mars 1911, est un archéologue allemand.
Pionnier de l'iconologie moderne, il est le neveu du chimiste Friedrich Kekulé von Stradonitz.